# 지방도 제595호선
지방도 제595호선은 충청북도 단양군 가곡면 향산삼거리와 강원특별자치도 영월군 김삿갓면 각동교를 잇는 충청북도의 지방도이다.

## 연혁
- 2003년 2월 14일 : 충청북도 구간 노선 재지정[2]
- 2003년 2월 15일 : 강원도 구간 노선 폐지 및 재지정[3]
- 2008년 12월 26일 : 충청북도 구간 도로구역 지정[4]
- 2009년 10월 9일 : 하리 ~ 남천간 도로(단양군 영춘면 하리 ~ 백자리) 2.23km 구간 수해복구 완료[5]

## 주요 경유지

### 충청북도
- 단양군
  - 가곡면 향산삼거리 - 향산리 - 가곡초등학교 보발분교 - 보발리 - 보발재 (해발 540m)
  - 영춘면 보발재 (해발 540m) - 구인사 입구 - 백자리 - 남천리 - 남천2교 - 영춘면남천리 교차로 - 영춘교 교차로 - 영춘사거리 - 북벽교 교차로 - 북벽교 - 상리 - 활고개 - 오사리

### 강원특별자치도
- 영월군
  - 김삿갓면 각동리 - 각동교 - 각동교 동단

## 도로명

### 충청북도
- 단양군 가곡면 향산삼거리 ~ 영춘면 남천2교 : 구인사로
- 단양군 영춘면 남천2교 ~ 영춘교 교차로 : 온달로
- 단양군 영춘면 영춘교 교차로 ~ 오사리 : 강변로

### 강원특별자치도
- 영월군 김삿갓면 각동리 ~ 각동교 동단 : 강변로